# Bacacay
Bacacay é um município de  segunda classe de renda municipal (d) na província Albay, nas Filipinas. De acordo com o censo de 1 de maio  de  2020 possui uma população de 72 485 pessoas e 16 386 domicílios.